# Lomaria bibreae
Lomaria bibreae là một loài dương xỉ trong họ Blechnaceae. Loài này được Sturm mô tả khoa học đầu tiên..
Danh pháp khoa học của loài này chưa được làm sáng tỏ.